# Emetophobie
Die Emetophobie (von altgriechisch ἐμέειν eméein, deutsch ‚erbrechen‘, ἔμετος émetos, deutsch ‚Erbrechen‘, und φόβος phóbos, deutsch ‚Furcht‘) ist eine phobische Erkrankung, bei der der Patient eine oftmals unerklärliche, irrationale Angst vor jeglicher Art des Erbrechens hat. Gemäß der Klassifikation nach ICD-10 handelt es sich um eine spezifische Phobie.
Typisches Symptom ist die Angst
- sich selbst zu übergeben, unabhängig davon, ob alleine oder in der Anwesenheit anderer
- miterleben zu müssen, wie andere Personen oder Tiere sich übergeben
- vor jeglicher Konfrontation mit dem Thema, z. B. durch Medien oder in Gesprächen

## Erscheinungsbild
Der Beginn der Störung liegt oft in der Kindheit. Ein wesentliches Merkmal ist ein ausgeprägtes Vermeidungsverhalten gegenüber gefürchteten Situationen und Reizen. Die Forschergruppe um Lipsitz berichtete, dass 62 % der befragten Emetophobiker soziale Einbußen in Kauf nahmen, ca. 20 % der Betroffenen Probleme mit der Arbeitswelt hatten, 9 % Schwierigkeiten in der Schule hatten und 70 % berichteten eine Beeinträchtigung der Freizeitaktivitäten. Häufig meiden die Betroffenen den Kontakt z. B. mit Kindern oder schwangeren Frauen, da diese in den Augen eines Emetophobikers eine hohe Neigung zum Erbrechen haben. Drei Viertel der weiblichen Betroffenen vermeiden aus diesem Grund eine Schwangerschaft.
Das Vermeidungsverhalten der Betroffenen führt häufig zu sozialer Isolation. Verabredungen werden oft unverbindlich belassen oder auch kurzfristig abgesagt, manchmal durch Ausreden aus Scham vor der eigentlichen Ursache. Betroffene leiden oft an einem geringen Selbstwertgefühl und fühlen sich nicht verstanden. In schweren Fällen wird die eigene Wohnung kaum noch verlassen, selbst im Supermarkt um die Ecke einkaufen zu gehen, gestaltet sich als fast unüberwindbares Hindernis. Für Angehörige ist diese Erkrankung nur schwer nachvollziehbar.
Das Essverhalten ist bei vielen Betroffenen gestört. Drei Viertel der Befragten einer Studie gaben an, dass sie auf eine vorsichtige Art essen, bzw. nur bestimmte Lebensmittel zu sich nehmen und/oder bestimmte Rituale rund um das Essen pflegten. So kann die Angst vor verdorbenen Lebensmitteln zu exzessivem Waschen oder wiederholtem Überprüfen der Haltbarkeit der Lebensmittel führen. Auch Restaurantbesuche werden deshalb oft gemieden.
Neben der beschriebenen Angst und dem Vermeidungsverhalten kommen häufig zahlreiche körperliche Begleitsymptome wie anhaltende Übelkeit hinzu sowie evtl. Bauchschmerzen, Durchfall, Reizmagen, Reizdarm, Sodbrennen, Erbrechen, Schwindel, schüttelfrostähnliches Zittern, Ohnmachtsgefühl (oft ausgelöst durch lange Phasen des Nichts-Essen), weswegen eine Emetophobie auch von Ärzten oft nicht erkannt und falsch diagnostiziert wird. Die ängstliche Erwartung gastrointestinaler Symptome führt zu einer erhöhten Aufmerksamkeit auf Anzeichen einer möglichen Übelkeit. Die Übelkeit – meist ohne körperliche Ursache – ist bei über 80 % der Betroffenen anzutreffen.

## Diagnose
Die Diagnose einer Emetophobie wird durch ihre mangelnde Bekanntheit erschwert. Mit dem „Emetophobia Questionnaire (EmetQ-13)“ liegt ein englischsprachiger Diagnostikfragebogen vor.
In Anlehnung an die klinisch-diagnostischen Leitlinien des ICD-10 der WHO sind zur Diagnose einer spezifischen Phobie folgende Symptome notwendig:
- Die Angst ist stark ausgeprägt und besteht seit langer Zeit.
- Die Person ist sich bewusst, dass diese Angst übertrieben, also unangemessen ist.
- Die phobischen Situationen werden gemieden oder nur unter Angst oder starkem Unbehagen ertragen (Vermeidungsverhalten).
- Die Angst führt zu einer deutlichen Einschränkung der beruflichen, schulischen oder sozialen Aktivitäten bzw. der Lebensführung.

Die latente oder akute Angst kann sich in Herzrasen, Schweißausbrüchen, Realitätsverlust, Beklemmungsgefühlen, Schwindelanfällen äußern. Das Vermeidungsverhalten bezieht sich auf das Erbrechen und damit typischerweise auf öffentliche Orte und Veranstaltungen oder bestimmte Lebensmittel. Daraus resultieren häufig gravierende soziale Einschränkungen.
Im ICD-10 ist die Emetophobie abzugrenzen von der Nosophobie bzw. der Hypochondrie. Das vermeidende Ernährungsverhalten der Betroffenen kann zu Untergewicht führen und zur Fehldiagnose einer Anorexie verleiten. Häufig wird neben der Emetophobie eine Depression diagnostiziert.

## Häufigkeit
Prävalenzschätzungen liegen zwischen 1,7 und 3,1 % für Männer und zwischen 6 und 7 % für Frauen. Mehrere Studien zeigen einen deutlich höheren weiblichen Anteil unter den Betroffenen.

## Ursache
Über die Entstehung einer Emetophobie existieren unterschiedliche Theorien. Es ist jedoch keine davon wissenschaftlich ausreichend belegt. Es kann aber zwischen prädisponierenden und auslösenden Faktoren unterschieden werden.
Die niederländische Forschergruppe stellte etwa bei Patienten mit Emetophobie eine erhöhte Ekelneigung fest. Weiters wurde eine starke Neigung zum Somatisieren und eine erhöhte Angst vor Kontrollverlust untersucht – allerdings lässt sich die Entstehung der Emetophobie damit nicht ausreichend erklären.
Die meisten Betroffenen können über ein Ereignis berichten, das sie als Auslöser wahrnehmen. In den meisten Fällen handelt es sich dabei um ein intensives Erlebnis mit dem Erbrechen. Es wird daher über traumatisierende Erlebnisse im Zusammenhang mit Übelkeit und Übergeben diskutiert, wie zum Beispiel eine schwere Magen-Darm-Grippe im Kindesalter.
Ein breiter angelegtes Erklärungsmodell bietet das bio-psycho-soziale Modell, das neben prädisponierenden Risikofaktoren auch Auslöser und aufrechterhaltende Faktoren postuliert und die biologische, psychologische und soziale Ebene berücksichtigt. Die Interaktion dieser Faktoren in bestimmten Phasen der Entwicklung im Kindesalter stellt einen möglichen Erklärungsansatz dar.

## Therapie
Wie bei allen krankheitswertigen Phobien wird auch bei Emetophobie eine psychotherapeutische Behandlung empfohlen. Die aktuelle S3-Behandlungsleitlinie der AWMF (Arbeitsgemeinschaft der Wissenschaftlichen Medizinischen Fachgesellschaften) empfiehlt bei spezifischen Phobien verhaltenstherapeutische Psychotherapiemethoden.